# Heteroderidae
Famille

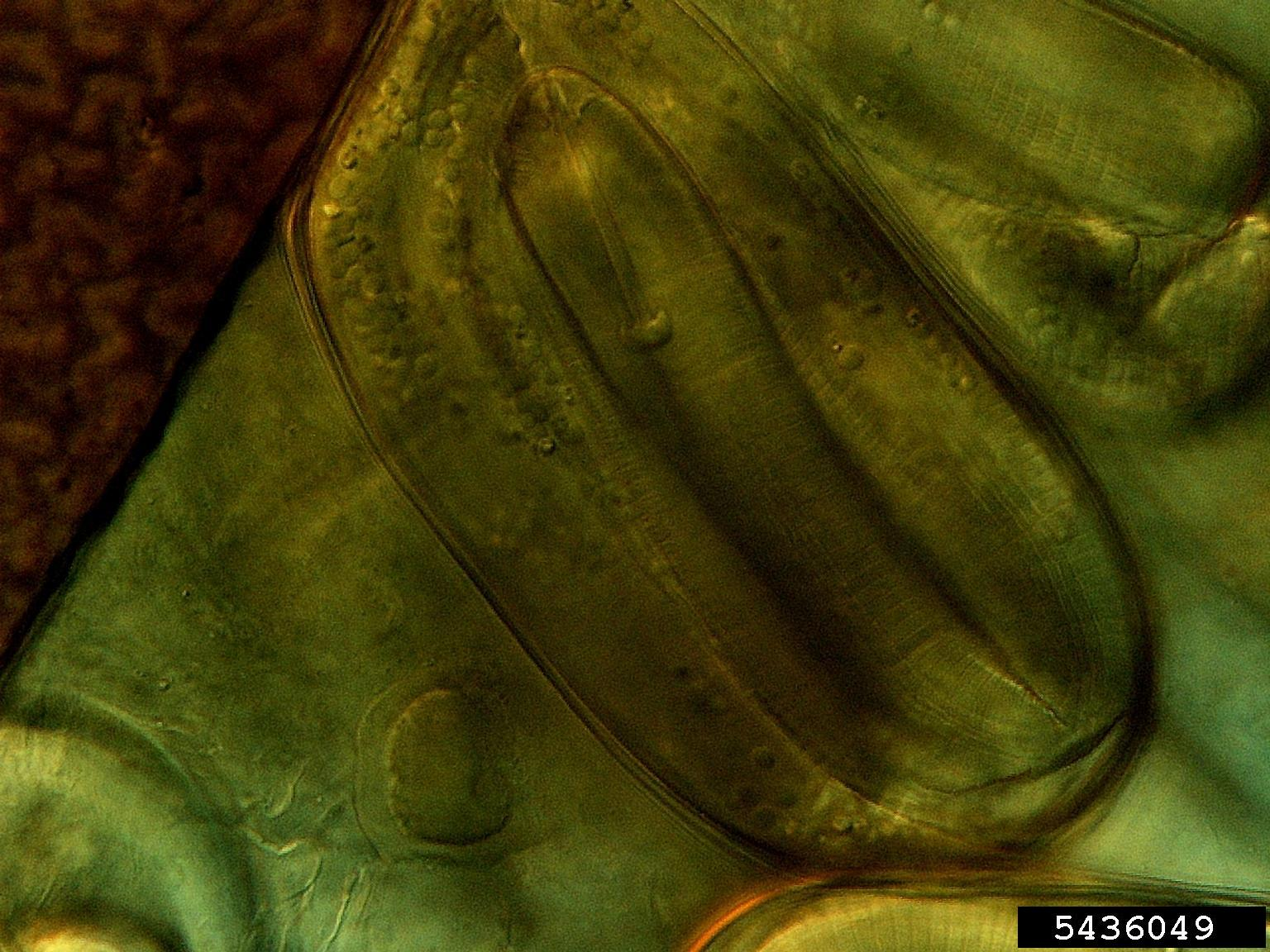
Œufs d'Heterodera dans une feuille de mûrier.

Heteroderidae est une famille de nématodes (les nématodes sont un embranchement de vers non segmentés, recouverts d'une épaisse cuticule et mènant une vie libre ou parasitaire).

## Liste des sous-familles et genres
Selon NCBI (2 avr. 2011) :
- sous-famille des Cryphoderinae
  - genre Cryphodera
- sous-famille des Heteroderinae
  - genre Atalodera
  - genre Betulodera
  - genre Bilobodera
  - genre Dolichodera
  - genre Ekphymatodera
  - genre Globodera
  - genre Heterodera
  - genre Rhizonema
- sous-famille des Meloidoderinae
  - genre Meloidodera
- sous-famille des Punctoderinae
  - genre Cactodera
  - genre Paradolichodera
  - genre Punctodera

Selon ITIS (2 avr. 2011) :
- genre Dolichodorus
- genre Heterodera Schmidt, 1871
- genre Hylonema Luc, Taylor & Cadet, 1978
- genre Meloidodera Chitwood, Hannon & Esser, 1956
- genre Meloidogyne